# Mount Lowry
Mount Lowry är ett berg i Västantarktis. Argentina, Chile och Storbritannien gör anspråk på området. Toppen på Mount Lowry är 1 020 meter över havet.
Terrängen runt Mount Lowry är platt åt sydväst, men åt nordost är den kuperad.